# 안톤 크리보추크
안톤 빅토로비치 크리보추크(아제르바이잔어: Anton Viktoroviç Krivotsyuk, 우크라이나어: Антон Вікторович Кривоцюк, 1998년 8월 20일~)는 우크라이나 출신 아제르바이잔의 축구 선수로 포지션은 수비수이다. 현재 K리그1의 대전 하나 시티즌과 아제르바이잔 축구 국가대표팀 소속으로 활동 중이며 K리그 등록명은 안톤이다.

## 구단 경력

### 네프치 PFK
2017년 네프치 PFK에서 프로 선수로 데뷔했다. 2020-21 시즌까지 공식전 106경기 10골 5어시스트를 기록하며 팀의 2020-21 시즌 리그 우승과 2회 연속 리그 준우승 (2018-19, 2019-20) 등에 기여했고 2020-21년 UEFA 유로파리그 예선에도 출전했다.

### 비스와 프워츠크
크리보추크는 2021-22 시즌을 앞두고 폴란드 엑스트라클라사의 비스와 프워츠크에 입단했다. 그는 2021-22 시즌 공식 리그 28경기에 출전하여 5개의 공격포인트 (3골 2어시스트)를 기록했다.

### 대전 하나 시티즌
크리보추크는 폴란드 리그 경력을 마치고 2023년 2월 21일 대한민국 K리그1의 대전 하나 시티즌 공식 입단을 확정했다. 그는 2023 시즌 34경기 2개의 공격포인트 (1골 1어시스트)를 기록하며 대전의 주전 수비수로 활동했다. 2024 시즌을 앞두고 강윤성과 함께 부주장으로 선임되며 2019년 아우렐리안 키추 이후 5년만에 대전의 외국인 부주장이 되었다.

## 국가대표팀 경력

### 아제르바이잔 청소년 대표팀
우크라이나 키이우 출신이나 프로 선수로 처음 뛰었던 곳인 아제르바이잔 국적을 취득했다. 이후 2015년부터 2019년까지 아제르바이잔 연령별 청소년 대표팀의 일원으로 18경기 2골을 기록했다.

### 아제르바이잔 A대표팀
2019년 3월 25일 리투아니아와의 친선 경기에서 아제르바이잔 성인 대표팀 소속으로 국제 A매치 데뷔전을 치렀다. 이후 2023년 6월 18일 에스토니아와의 UEFA 유로 2024 예선 F조 3차전에서 A매치 데뷔골을 기록했다. 이 경기는 팀의 1-1 무승부로 끝났다. 4개월 뒤에 열린 에스토니아와의 5차전에서도 모든 경기 시간을 뛰면서 팀의 2-0 승리를 이끌었다.

### 국가대표팀 득점 기록
| #  | 일시            | 장소                          | 상대 국가  | 득점  | 결과 | 매치 형식           |
| -- | --------------- | ----------------------------- | ---------- | ----- | ---- | ------------------- |
| 1. | 2023년 6월 17일 | 아제르바이잔 바쿠 달가 아레나 | 에스토니아 | 1 – 1 | 1–1  | UEFA 유로 2024 예선 |

## 수상 내역
네프치
- 아제르바이잔 프리미어리그 : 우승 (2020-21), 준우승 (2018-19, 2019-20)